# 바트당 (이라크)
아랍 사회주의부흥당 이라크 지부(아랍어:  حزب البعث العربي الاشتراكي في العراق , 이라크 바트당)은 정통 바트주의(아랍 사회주의)를 주요 이념으로 삼는 정당이다. 레바논을 비롯한 여러 아랍 국가들의 바트당 계열의 정당들은 시리아의 바트당 노선을 지지하는 시리아파와 이라크의 바트당 노선을 지지하는 이라크파로 나뉘는데 이 정당은 이라크파를 지원하는 정당이다.
본래 2003년 이전까지 이라크의 여당이였으나, 미국의 이라크 침공으로 벌어진 이라크 전쟁 이후에는 사담 후세인의 정당이였던 이라크 바트당은 완전히 와해되었고, 미군에 의해 불법화되어 현재까지 공식적인 정당으로 다시 자리잡지 못하고 있다. 또한 현재의 이라크의 체제를 쿠데타로 뒤집으려고 하는 준군사 조직이며 시각에 따라서는 테러 단체로 보기도 한다. 당기가 팔레스타인 국기와 비슷하게 보이지만 비율과 색상이 조금 차이난다.